# Sandarakbaum
Der Sandarakbaum (Tetraclinis articulata), auch Gliederzypresse oder Berberthuja genannt, ist die einzige Pflanzenart der Gattung Tetraclinis, sie gehört zur Unterfamilie Cupressoideae in der Familie der Zypressengewächse (Cupressaceae).

## Beschreibung

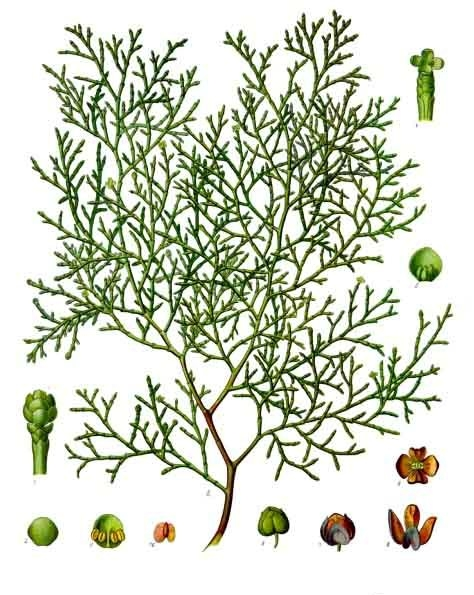
Illustration aus Köhler’s Medizinal-Pflanzen

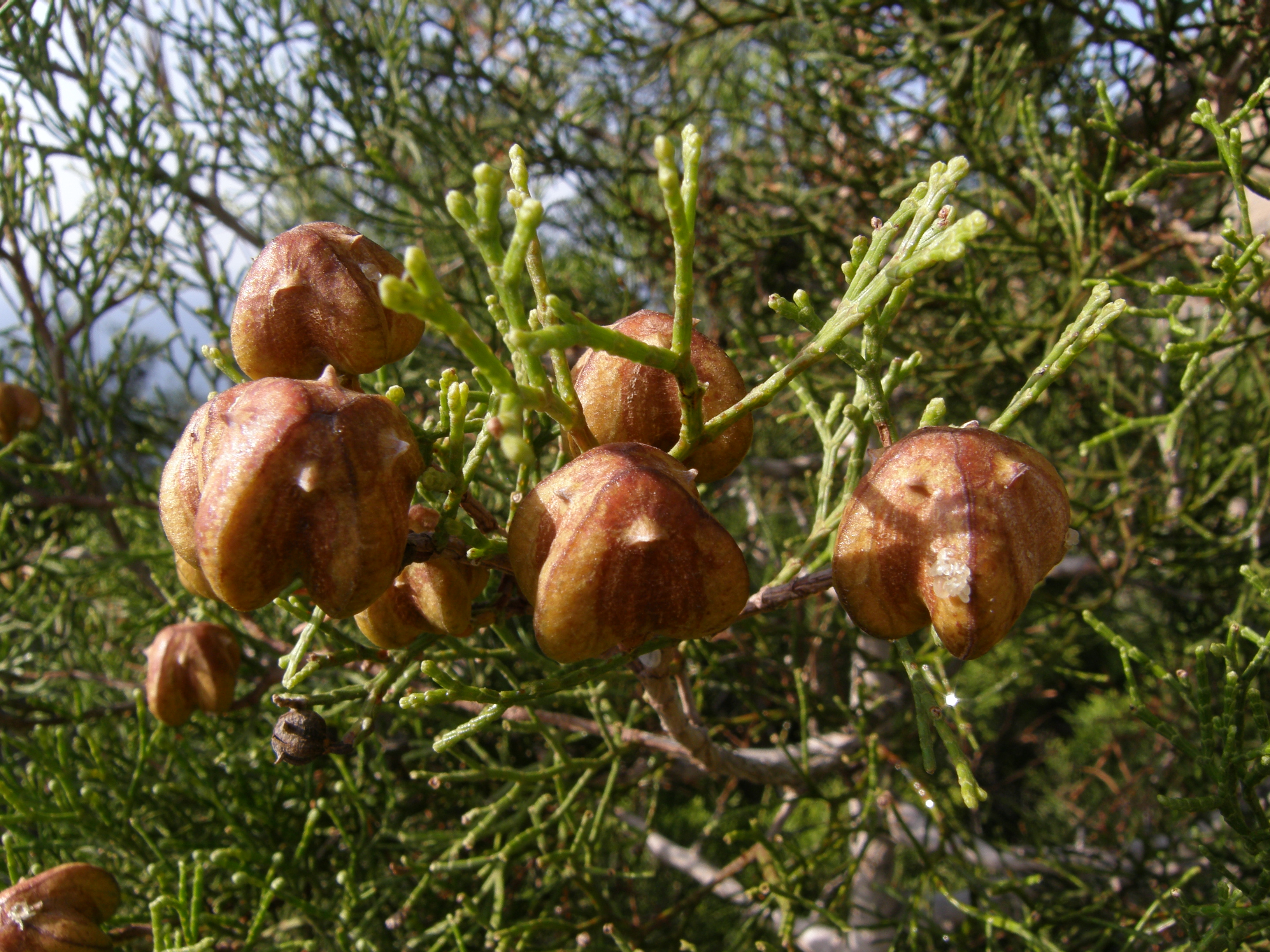
Zapfen

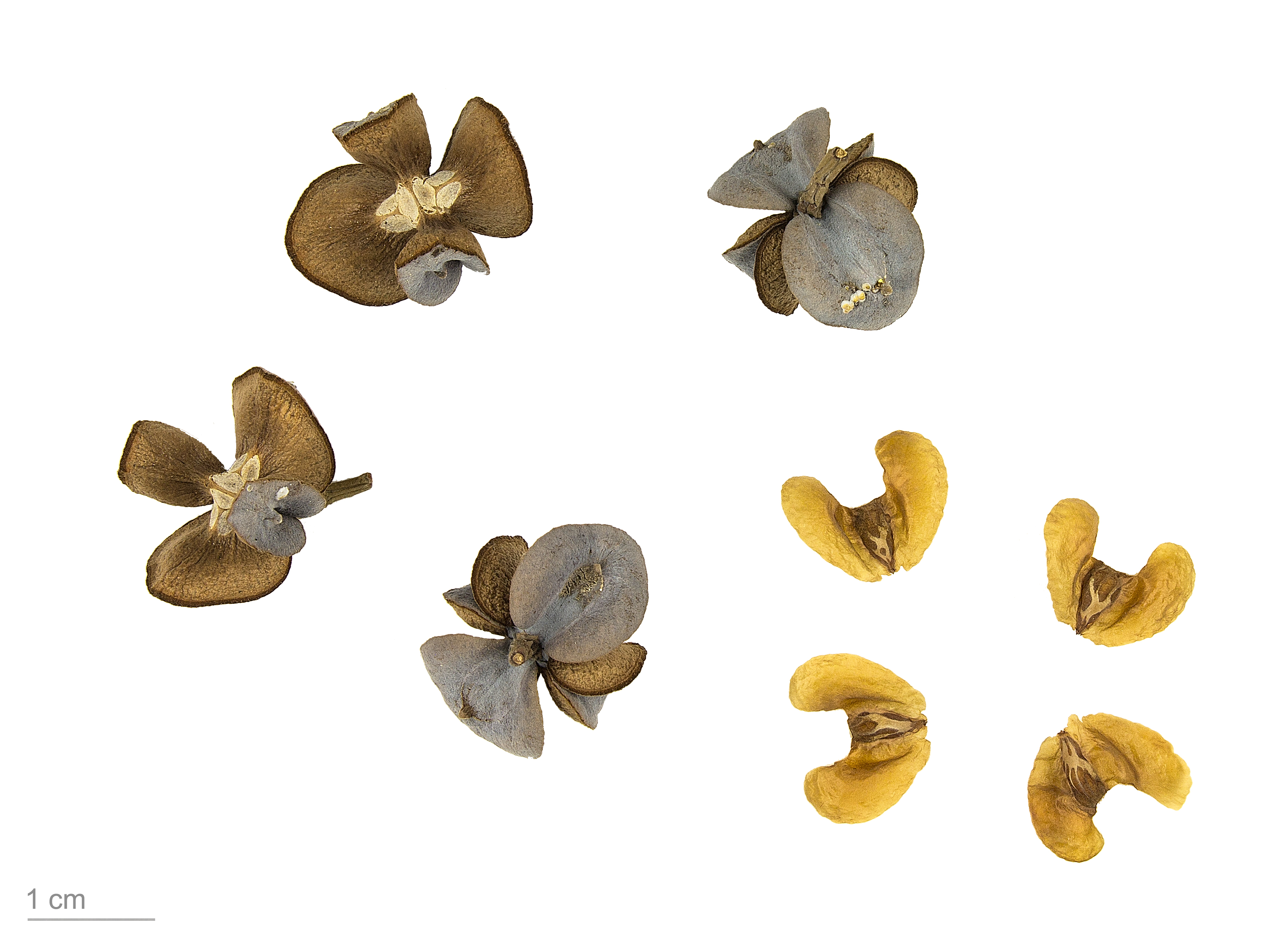
Zapfen und Samen

### Vegetative Merkmale
Bei Tetraclinis articulata handelt es sich um eine strauch- oder baumförmige, langsam wachsende verholzende Pflanze, die Wuchshöhen von 6 bis 8 (selten bis zu 18) Metern und einen Stammdurchmesser von 40 Zentimetern erreicht. Die schuppenförmigen Blätter sind 1 bis 5 mm lang.

### Generative Merkmale
Die Gliederzypresse ist einhäusig getrenntgeschlechtig (monözisch). Die männlichen Blüten sind am Zweigende, die weiblichen sind seitlich angeordnet. Die Zapfen sind 10 bis 15 mm lang. Sie sind anfangs grün und werden beim Reifen braun. Von der Bestäubung bis zum reifen Samen dauert es etwa acht Monate. Die 5 bis 7 mm langen und 2 mm breiten Samen besitzen einen papierartigen Flügel an jeder Seite.
Die Chromosomenzahl beträgt 2n = 22.

## Verbreitung

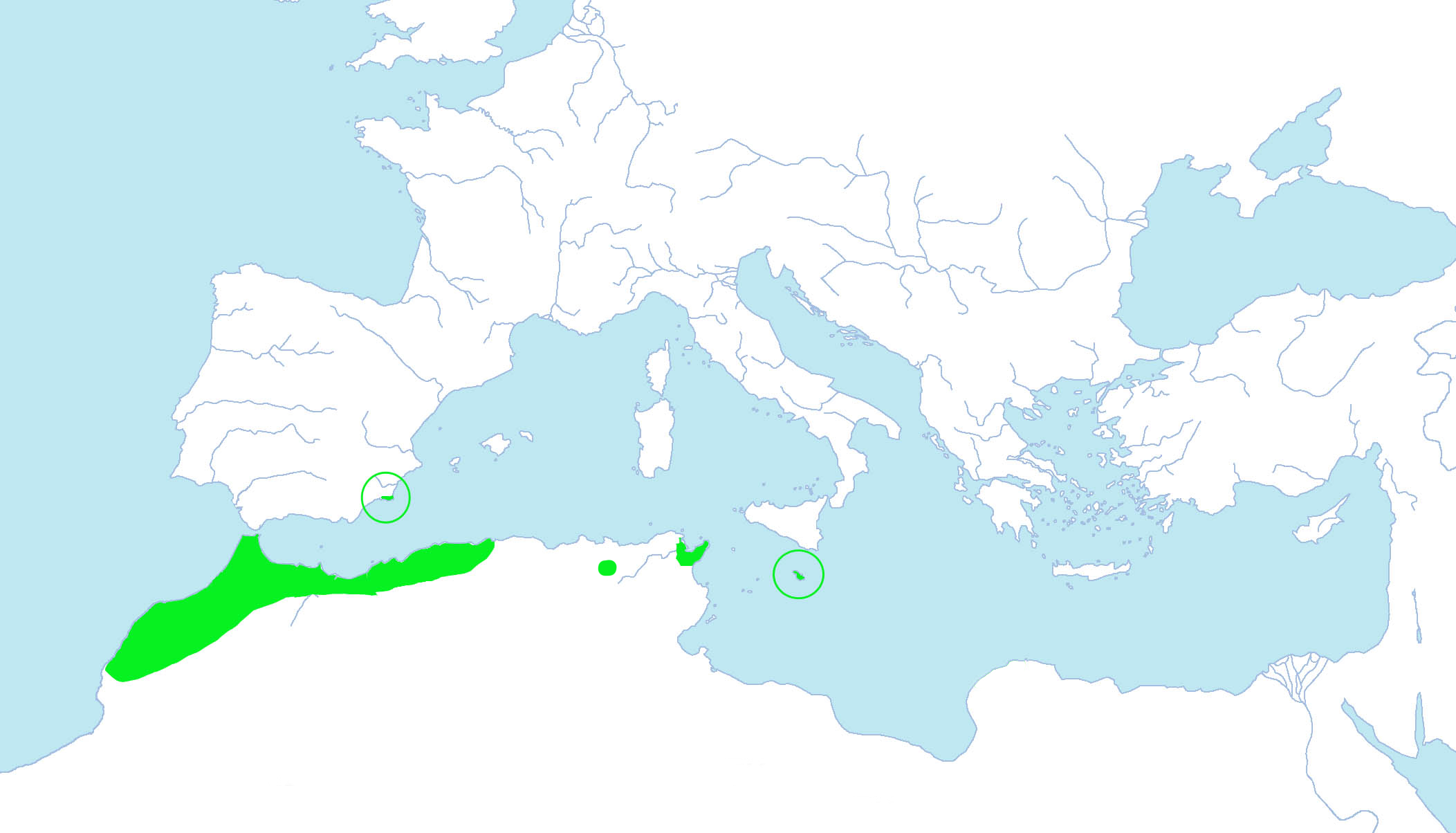
Verbreitungsgebiet des Sandarakbaums

Das Verbreitungsgebiet von Tetraclinis articulata reicht von Marokko über die nördlichen Bereiche von Algerien und Tunesien bis nach Libyen. Auf dem Atlas bildet die Art ganze Wälder.
Im südlichen Spanien und auf Malta gibt es kleine, vom Aussterben bedrohte Populationen. Der Sandarakbaum ist der Nationalbaum von Malta; trotzdem ist diese Art gerade dort stark gefährdet.

## Systematik
Die Erstveröffentlichung unter dem Namen (Basionym) Thuja articulata erfolgte 1791 durch Martin Vahl. Die Neukombination zu Tetraclinis articulata (Vahl) Mast. wurde 1892 durch Maxwell Tylden Masters veröffentlicht.
Weitere Synonyme für Tetraclinis articulata (Vahl) Mast. sind beispielsweise Callitris quadrivalvis Vent. und Cupressus articulata (Vahl) J.Forbes.
Tetraclinis articulata ist die einzige Art der Gattung Tetraclinis in der Unterfamilie Cupressoideae innerhalb der Familie der Cupressaceae. Die Gattung Tetraclinis steht den Gattungen Platycladus, Microbiota und Calocedrus nahe.

## Nutzung
Aus Pflanzenteilen von Tetraclinis articulata wird Afrikanischer Sandarak zum Räuchern gewonnen. Das Holz wird als Brennholz verwendet und Essaouira in Marokko ist für Kunsthandwerk aus dem schönen Maserholz, Edelholz des Sandarakbaumes, bekannt. Aus den unterirdisch wachsenden Maserknollen gewonnenes Holz wird als „Thuja Maser“ gehandelt.